# Christopher Dean
Christopher Dean (n. 27 iulie 1958, Nottingham, Anglia, Regatul Unit) este un coregrafă patinaj artistic ce a reprezentat Regatul Unit al Marii Britanii și al Irlandei de Nord, medaliat olimpic. A participat la 3 ediții ale Jocurilor Olimpice (1980, 1984, 1994) în care a câștigat o medalie de bronz.